# (33761) Honoranavid
1999 RR74 (asteroide 33761) é um asteroide da cintura principal. Possui uma excentricidade de 0.15158930 e uma inclinação de 5.39220º.
Este asteroide foi descoberto no dia 7 de setembro de 1999 por LINEAR em Socorro.